# Muttekopf- en Parzinngroep

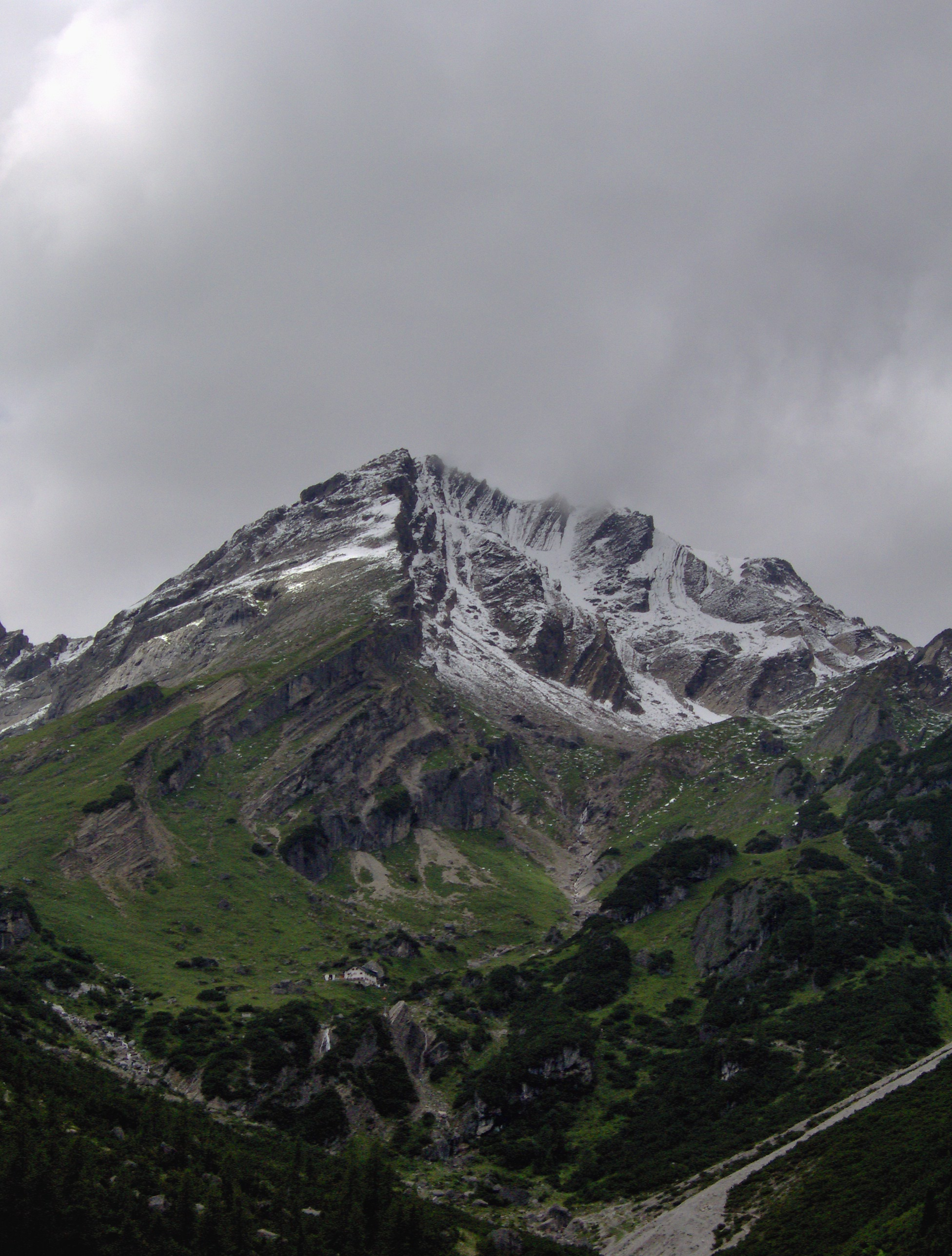
De Imster Muttekopf (2774 meter), na de Große Schlenkerspitze (2827 meter) de hoogste top in de Muttekopf- en Parzinngroep

De Muttekopf- en Parzinngroep (Duits: Muttekopfgruppe und Parzinn) is een van de negen subgroepen waarin de Oostenrijkse Lechtaler Alpen worden onderverdeeld.
Qua oppervlakte is de Muttekopf- en Parzinngroep een van de grotere subgroepen van de Lechtaler Alpen. In het noordwesten wordt de subgroep door het Lechtal gescheiden van de Allgäuer Alpen. In het noordoosten vormt de pasweg over Hahntennjoch (1894 meter) de scheiding met de Namloser Bergen en Heiterwandgroep. In het zuidoosten vormt het Oberinntal de grens met de Venetberg in de Ötztaler Alpen. In het westen en zuidwesten loopt de grens met de Medriol-, Roßkar- en Grießtalgroep door het dal van het riviertje de Starkenbach (een linker zijstroom van de Inn) over het 2382 meter hoge Gufelgrasjoch door het Gramaiser Tal langs Gramais naar het Lechtal. De gehele Muttekopf- en Parzinngroep ligt in de deelstaat Tirol. 
De bergtoppen in de Muttekopf- en Parzinngroep bestaan voor een belangrijk deel uit dolomiet. De hoogste top in de groep is de Große Schlenkerspitze (2827 meter).

## Bergtoppen
Benoemde bergtoppen in de Muttekopf- en Parzinnspitzgroep zijn:
- Große Schlenkerspitze, 2827 meter
- Muttekopf, 2774 meter
- Kleine Schlenkerspitze, 2746 meter
- Dremelspitze, 2733 meter
- Bergwerkskopf, 2728 meter
- Hintere Platteinspitze, 2723 meter
- Rotkopf, 2692 meter
- Klammenspitze, 2668 meter
- Kübelspitze, 2661 meter
- Seebrigköpf, 2660 meter
- Steinkarspitze, 2650 meter
- Kogelseespitze, 2647 meter
- Schneekarlespitze, 2641 meter
- Hinterer Sparketkopf, 2632 meter
- Maldonkopf, 2632 meter
- Parzinnspitze, 2613 meter
- Brunnkarspitze, 2609 meter
- Bockkarspitze, 2602 meter
- Parzinnturm, 2590 meter
- Reichspitze, 2590 meter
- Potschallkopf, 2587 meter
- Tajaspitze, 2587 meter
- Grubigjoch, 2586 meter
- Ödkarlekopf, 2565 meter
- Vordere Platteinspitze, 2562 meter
- Pleiskopf, 2560 meter
- Plattigspitzen, 2558 meter
- Hinterer Scharnitzkopf, 2554 meter
- Hanauer Spitze, 2553 meter
- Spiehlerturm, 2550 meter
- Gamspleis, 2479 meter
- Gufelköpfe, 2426 meter
- Hinteres Alpjoch, 2425 meter
- Senftenberg, 2399 meter
- Mittelkopf, 2390 meter
- Oberer Eisenkopf, 2373 meter
- Hochgwas, 2365 meter
- Lichtspitze, 2356 meter
- Spitzkopf, 2346 meter
- Seitekopf, 2344 meter
- Hahnleskopf, 2332 meter
- Laaggers, 2328 meter
- Larsenngrat, 2323 meter
- Wannekopf, 2319 meter
- Kogel, 2318 meter
- Hinterer Riefenkopf, 2306 meter
- Vorderer Riefenkopf, 2282 meter
- Schönjöchl, 2281 meter
- Umsinner, 2200 meter
- Arzeinkopf, 2143 meter
- Mannkopf, 2171 meter
- Vorderes Alpjoch, 2121 meter
- Spitzachsel, 2065 meter
- Mutte, 2048 meter
- Hahntenn, 1877 meter

## Berghutten
- Steinseehütte, 2061 meter
- Muttekopfhütte, 1934 meter
- Hanauer Hütte, 1922 meter
- Latschenhütte, 1623 meter